# Municipio Lagunillas (Zulia)
El municipio Lagunillas, es un municipio ubicado en el estado Zulia, Venezuela, en la Costa Oriental del Lago de Maracaibo, tiene una superficie de 975 km² y una población de 240 283 habitantes para el 2023. Su capital es Ciudad Ojeda.

## Historia
El municipio Lagunillas estuvo habitado por indígenas de etnia Caribe y caquetíos, quienes vivían en casas construidas sobre el agua (palafitos) a orillas del lago de Maracaibo, dedicándose a labores de caza y pesca.
En 1499 el navegante español Alonso de Ojeda acompañado de Américo Vespucio descubrió el lago que los indígenas llamaban Coquivacoa, y estuvo explorando sus orillas. De ese viaje Vespucio hizo la analogía de las casas sobre el agua con Venecia y acuñó el nombre de Venezuela para el territorio.

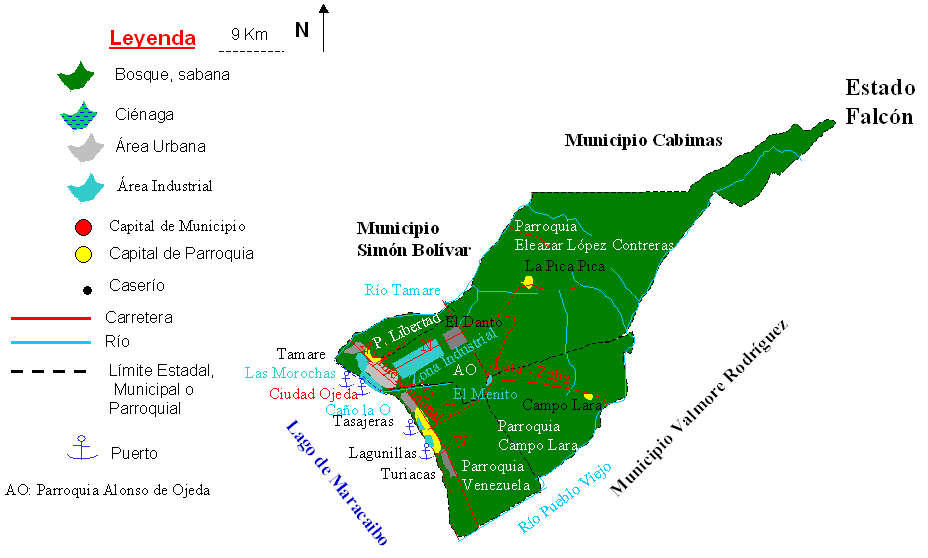
Mapa Municipio Lagunillas.

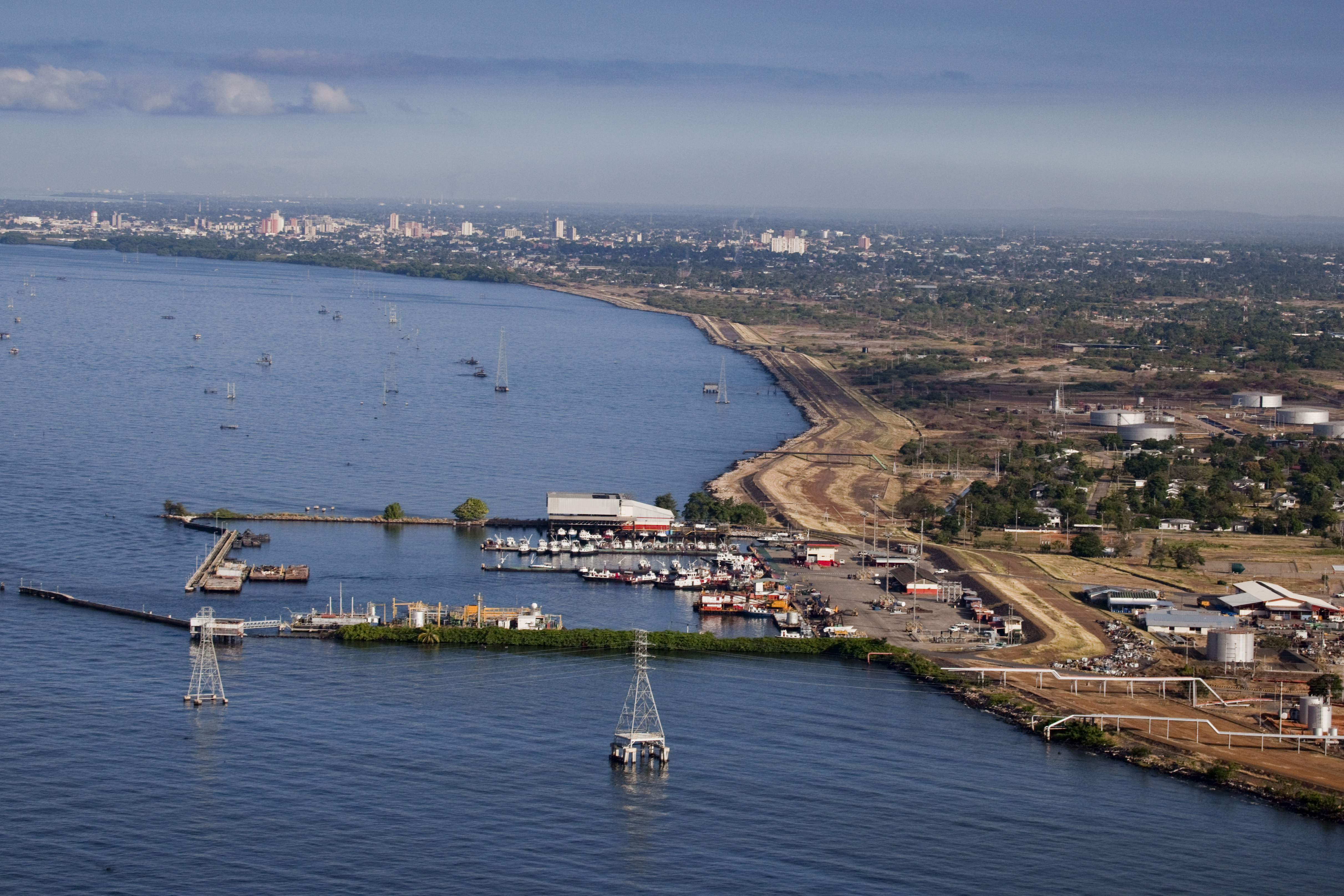
Vista aérea Lagunillas - Muro de Contención - Ciudad Ojeda.

A principios del siglo XX comenzó la explotación petrolera en la costa oriental del lago, luego de la perforación del pozo Zumaque I en 1914 comenzó la explotación del campo Lagunillas por la Royal Dutch Shell. La Shell empresa mixta de los Países Bajos y del Reino Unido (Royal Dutch Shell) construyó el muro de contención para ganarle tierra al lago como hacían en Holanda.
El 19 de enero de 1937 el presidente Eleazar López Contreras decreta la fundación de Ciudad Ojeda como un núcleo para albergar los habitantes de la población de Lagunillas de Agua que vivían precariamente en palafitos expuestos a los riesgos de la industria petrolera. El nombre es un homenaje al descubridor del Lago de Maracaibo, Alonso de Ojeda. 
La construcción de la ciudad se inicia en el mes de julio y participan en la tarea el Gobierno venezolano y las compañías petroleras. La primera etapa concluye el 9 de julio de 1939, sin embargo, los pobladores fijaron como fecha de fundación el 13 de diciembre, día de Santa Lucía que además es la santa patrona de la ciudad. 
El 13 de noviembre de 1939 un pavoroso incendio destruyó Lagunillas de Agua con un saldo de más de 200 muertos. La explotación petrolera formó una capa aceitosa sobre el lago de Maracaibo, la cual provocó el incendio del pueblo construido sobre palafitos de madera. El presidente López Contreras ordena la reubicación de los sobrevivientes del siniestro en la nueva Ciudad Ojeda.
El Distrito Lagunillas fue creado en 1978, anteriormente era parte del Distrito Bolívar con los actuales municipios Santa Rita, Cabimas y Simón Bolívar. La administración del distrito ya formado pero sin autoridades elegidas fue dada a una junta administradora integrada por Laura de Gil - presidente (AD), Jorge Díaz - vicepresidente (AD), Alirio Figueroa Independiente, Luis Morales (AD), Pedro Fermín (MEP) y Raúl Villarroel (MEP) secretario. En diciembre de ese mismo año es elegido el primer concejo municipal, siendo presidente Alirio Figueroa.
En 1989 pasa a ser municipio Lagunillas.
Actualmente es una de las principales ciudades de la subregión costa oriental del lago, sirviendo como centro de operaciones a una de las empresas más grandes a nivel latinoamericano como es PDVSA.

### Toponimia
Lagunillas recibe su nombre de las lagunas y ciénagas naturales que existen en la zona, además del antigua etnia de nombre homónimo.

## Geografía
De relieve plano, el municipio se caracteriza por presentar un paisaje de bosque muy seco. La continua explotación petrolera ha provocado fenómenos de subsidencia del terreno en diversas zonas, especialmente en las cercanas al Lago de Maracaibo. Como medida preventiva, se ha hecho necesaria la construcción de un dique en la orilla del lago, con el fin de evitar inundaciones causadas por su desbordamiento.

### Límites
Se encuentra entre los municipios Cabimas y Simón Bolívar al norte, el lago de Maracaibo al oeste, el Municipio Valmore Rodríguez al sur y al este el Estado Falcón y el Estado Lara.

### Clima
El clima es relativamente seco y cálido, de 32 °C a 40 °C por encontrarse a sotavento de los alisios ya que algunas sierras falconianas ubicadas al este de la zona limitan la acción de los vientos húmedos del mar. Por otra parte, la altura de dichas sierras no es muy notable, por lo que el efecto orográfico (tanto de barlovento en Falcón como de sotavento en el Zulia), no es muy importante.

### Hidrografía
Los principales ríos son el Tamare y el Pueblo Viejo, además de numerosos cursos de agua intermitentes.

### Organización parroquial

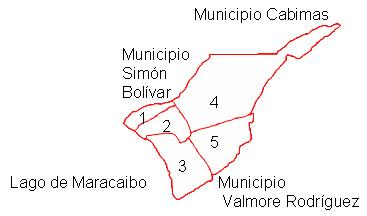

Las parroquias del municipio Lagunillas son:
| Parroquia                   | Superficie | Población (2016) | Densidad         |
| --------------------------- | ---------- | ---------------- | ---------------- |
| (2) Alonso de Ojeda         | km²        | 98.024 hab.      | 1233,57 hab/km²  |
| (1) Libertad                | km²        | 56.191 hab.      | 1.605,45 hab/km² |
| (5) Campo Lara              | km²        | 5.126 hab.       | 46,12 hab/km²    |
| (4) Eleazar López Contreras | km²        | 3.384 hab.       | 6,12 hab/km²     |
| (3) Venezuela               | km²        | 42.459 hab.      | 296,38 hab/km²   |
| (2) El Danto                | km²        | 35.009 hab.      | 1233,37hab/km²   |
| Municipio Lagunillas        | 975 km²    | 240.283 hab.     | 245,42 hab/km²   |

Nota: el 5 de marzo del 2009, el Consejo Legislativo del Estado Zulia, aprobó la creación de la parroquia "El Danto", está conformada por la población de El Danto y separada de la Parroquia Alonso de Ojeda. La Parroquia El Danto inició su existencia oficialmente en el 2010.

### Centros poblados
Ciudad Ojeda es la capital del municipio, además existen las poblaciones como:
- Lagunillas (Zulia)
- Tasajeras
- El Danto
- La Pica Pica
- Campo Lara
- Tamare
- Turiacas
- El Menito

## Economía
El potencial económico del municipio lo constituyen los yacimientos petroleros, además de la industria metalmecánica y los puertos lacustres que prestan servicios a la industria petrolera.
Posee también producción agrícola, destacando rubros como el maíz, yuca y sorgo. Podrían desarrollarse perfectamente plantaciones de palmeras datileras para la obtención de dátiles, de la misma forma que se hace en San Juan Bautista (Isla de Margarita). La razón es que hay abundante sol, casi no llueve, existe agua abundante (aunque sea salobre) en el suelo y en el subsuelo todo lo cual constituye un ambiente ecológico ideal para este cultivo.

## Turismo

### Sitios de interés
- Plaza Alonso de Ojeda

Arquitectos D creadores del Proyecto Ciudad Ojeda partiendo del Decreto de Construcción de la Ciudad emitido por el General Eleazar López Conteras cuando ejercía la Presidencia de los Estados Unidos de Venezuela para el año 1937.
El diseño de la obra se tomó del concepto arquitectónico generalizado de las principales Ciudades Europeas, basado en la necesidad básica de la población para la facilidad de evacuación en caso de conflicto u otros hechos graves que pusieran en peligro la vida de los pobladores.
Se construyó primero la Redoma a mediados del año 1938 y más que como plaza sirvió de soporte al gran tanque metálico levantado sobre el parque para el almacenamiento y la distribución del agua potable que se obtenía de un pozo perforado en área de lo que fue la Granja de Cayetano Mata.

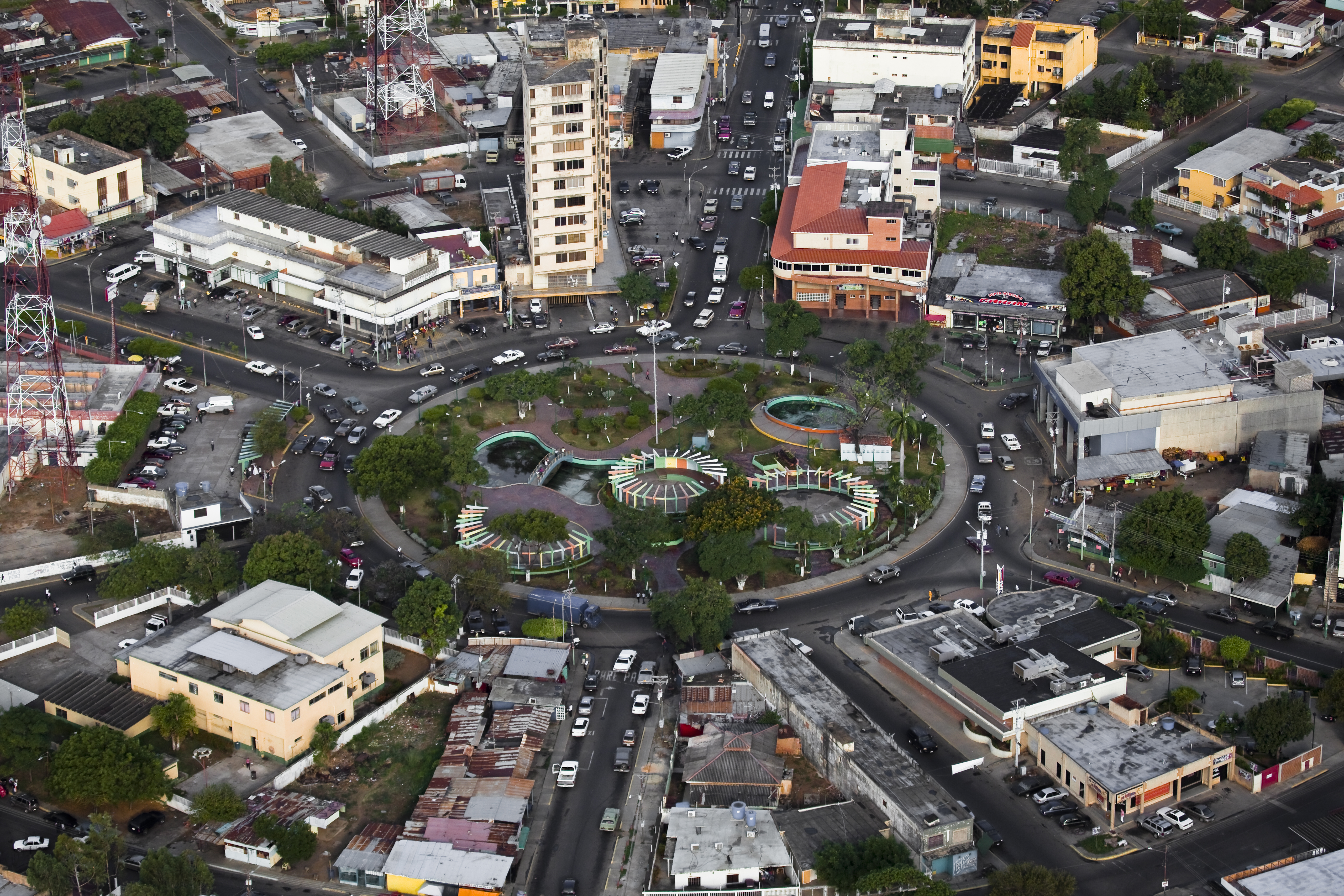
Vista aérea de la plaza Alonso de Ojeda, Zulia

Para el tiempo en que Lagunillas aun permanecía en dependencia del Distrito Bolívar, en el año 1970, Cliver Sánchez, Presidente de la Municipalidad Bolivarense, ordenó la ejecución de mejoras en el referido Parque en obsequio de la Ciudad que perfilaba entonces un proceso de acelerada evolución, tanto en el aspecto urbano como en su estado económico.
A finales del año 1974, cuando la comunidad se disponía a celebrar los 35 años de existencia de Ciudad Ojeda, en la redonda plazoleta se construyó una hermosa fuente obsequiada por la Colonia italiana, que hoy pide a gritos auxilio de mantenimiento y la reposición de los elementos que se han ido dañando con el avance inexorable del tiempo.
Lagunillas, convertida en nuevo Distrito del Estado Zulia por decisión de la Asamblea Legislativa votada el 4 de agosto de 1978, asumió su autonomía política y gracias a sus Gobiernos Municipales la Plaza Alonso de Ojeda fue cobrando nueva fisonomía, particularmente durante el Gobierno que cumplió el Dr. Mervin Méndez, con la celebración de los 500 años del arribo de Colón al continente americano se hizo una remodelación casi total con el agregado de tres espacios ambientales y una laguneta artificial soportando una pasarela desde sus extremos.
En sus primeros años la Plaza Alonso de Ojeda fue centro de las tertulias animadas que celebraban los primeros vecinos de la redoma.
Bajo la protección del Tanque Acueducto se realizaban reuniones, se festejaban los carnavales convirtiéndose con el tiempo en anfitriona principal de los actos de celebración del 12 de octubre así como auxiliar para los eventos de los días patrióticos y en la conmemoración del aniversario de la fundación de Ciudad Ojeda.
- Plaza Bolívar

En el año 1953, cuando el mandato del Gobierno Regional reposaba en la figura de la dictadura perezjimenista, General Néstor Prato, se erigió en Ciudad Ojeda, en un terreno adquirido por 200 bolívares, la plaza en honor al Padre de la Patria Simón Bolívar.
La inauguración de la Plaza Bolívar de Ciudad Ojeda fue presidida por el Coronel Néstor Prato.
- El tanque:

Ubicado entre la carretera L y la Av Bolívar, fue un proyecto de un tanque de agua cilíndrico al que le fallaron los cimientos por lo que no se pudo utilizar, sin embargo fue pintado con una obra, su tamaño (20 metros de altura x 12 metros de circunferencia) lo convirtieron en el mural más grande del mundo, por lo que se ha convertido en un símbolo de la ciudad.
Actualmente, se le conoce como el Complejo Cultural Mural Más Grande, administrado por la Fundación Ojeda 2000. Su auditorio interno sirve para la realización de actividades culturales y diversas reuniones sociales.

## Educación

### Universidades
- Universidad Nacional Experimental Rafael María Baralt (UNERMB) Núcleo Ciudad Ojeda
- Instituto Universitario de Tecnología (IUTC) Núcleo Ciudad Ojeda
- Instituto Universitario de Tecnología " Pedro Emilio Coll" (IUTPEC)
- Universidad Alonso de Ojeda (UNIOJEDA)
- Instituto Universitario Politécnico Santiago Mariño
- Aldeas de la Universidad Bolivariana de Venezuela (U.B.V)

### Colegios
- U.E.P El Indio Juan Diego
- U.E.P María Natividad
- U.E.P. "Melanie Klein"
- E.T.R.A "Dr. Gilberto Rodríguez Ochoa"
- Liceo Nacional Dr. Raúl Cuenca
- Eleazar López Contreras
- E.B.N Libertador
- E.B.N. GRAL. Isaías Medina Angarita
- Grupo Escolar Ciudad Ojeda
- Andrés Bello
- U.E.P Pedro Pablo Rodríguez
- San Agustín
- Simón Bolívar
- Fe y Alegría
- María Auxiliadora
- Instituto San José Lagunillas
- Juan Bosco
- U.E.A Ayacucho
- U.E.P Laszlo Biró
- U.E.P. Antonio José Piña
- U.E.P Domingo Savio
- U.E.P Venezuela
- U.E.P Miguel Acosta Saignes
- U.P.E Julio Chevalier
- U.E.A Antonia Esteller
- U.E.N."Domitila Flores"
- Grupo A.B.C Instituto ABC
- E.B.N. Dr. Blas Valbuena
- Francisco Antonio Zea
- U.E.P Dr. Gastón Parra Luzardo
- U.E.P José Pastor Díaz Reyes
- U.E.P Narciso Yepes
- U.E.N La Victoria
- U.E.E Pedro Julio Maninat
- U.E Isaías Medina Angarita
- U.E.P Fernando Paz Castillo

### Centros de Capacitación
- Inces
- Icijach
- D'Agostinno
- Cezul

## Medios de comunicación

### Televisión
- Zuliana de Televisión CANAL 30 UHF
- CMC TELEVISIÓN CANAL 09 INTERCABLE
- CIUDAD TV CANAL 04 INTERCABLE

## Símbolos

### Bandera

Bandera de Lagunillas

La Bandera Municipal es la que adoptó En Sesión Ordinaria del 20 de abril del año 1982 la Cámara Municipal que aprobó el Proyecto presentado por el Secretario de la misma Br. Ramón Carrasquero López, para la creación de la Bandera Municipal, la cual identificara a los establecimiento Municipales y se reformó en Sesión Ordinaria de fecha de noviembre del año 2000.
La Bandera Municipal fue aprobada por unanimidad y servirá al mismo tiempo para dar una mayor vistosidad y claridad de la participación de la Municipalidad en los diversos Actos Patrióticos y Cívicos que se realizan en jurisdicción de este Municipio.
La Bandera está compuesta por tres franjas verticales iguales siendo la primera de color negro para representar la riqueza petrolera del municipio; la segunda franja de color azul celeste para simbolizar las aguas del lago de Maracaibo que bañan las costas del municipio y la tercera franja de color verde que significa la riqueza agrícola y pecuaria que el municipio posee.
De igual forma se destaca en el centro la representación estilizada del Ave Fénix, renaciendo de sus cenizas, con lo cual se representa a Ciudad Ojeda, capital del Municipio, al recordar que su creación se decretó por las causas que destruyeron al ancestral Poblado palafitico originario de este Municipio Lagunillas y al cual se le acredita para la historia, como origen del nombre de la República Venezolana.

### Himno
La letra y música de la jurisdicción fue hecho por el compositor Zuliano Rafael Rincón González con una larga presencia en esta región de la Costa Oriental del Lago, donde cubrió una positiva trayectoria en el campo de la cultura y en el colectivo trajín social, fue acogido por el ayuntamiento en la sesión de cámara celebrada el 20 de abril de 1982.
La solemnizada pieza musical fue estrenada por la coral de la Casa de la Cultura de Ciudad Ojeda durante la Sesión Solemne Celebrada el 30 de abril de ese mismo año. 1982, para la elección de la Junta Directiva del Concejo Municipal de Lagunillas en ese periodo la cual fue conformada por el Dr. Alirio Figueroa Zavala como Presidente, Ilidio Velásquez como Primer Vicepresidente, Jorge Rivero como segundo Vicepresidente y Néstor Luis Cumare, Eulogio Velásquez, Luis Morales, Oswaldo Medina, Laura de Gil y José Barrios.
En esa misma sesión el Br. Ramón Carrasquero, fue nombrado como Secretario de la Cámara.
La musa incontenible del Formidable músico zuliano, deleitado autor de las tantas veces Laureada composición “Pregones Zulianos” compreso durante su fecunda vida cultural en la Costa Oriental del Lago particularmente en el espacio físico que la vieja delimitación político territorial del Estado Zulia que se identificaba como distrito Bolívar, aun acertada definición literaria de la pasión contenida en la población lagunillense por la ciudad que el General Eleazar López Contreras ordenó construir el año 1937 para reubicar a los habitantes de Lagunillas de Agua y Tierra.
Años atrás, Rafael Rincón González había compuesto el Himno del Liceo Dr. Raúl Cuenca institución educativa para la cual rindió una extraordinaria labor de acaecer cultural como profesor en ese campo de la enseñanza.
El Himno Oficial del Municipio Lagunillas del Estado Zulia, República Bolivariana de Venezuela contiene las siguientes estrofas:

Coro

Con olímpico ancestro nacimos
Y con fuego templóse la estirpe
Lagunillas cual Fénix surgiste
Con valor, con honor y vencimos
I
En el brazo, en la mente, en la idea
De luchar con denuedo y sin miedo
No habrá nadie que pueda a este pueblo
Detenerlo en su impulso que crea
II
Solo Dios nos da fuerza en la lucha
Solo Dios nos da fuerza en la idea
Y en Ojeda solo se escucha
Al obrero en su diaria pelea
III
De la industria el petróleo es el ara
Donde inmolan sus arcas viajeras
Hasta el nauta romántico Ojeda
Le dio el nombre a este pueblo del ara
IV
Diez mil razas vinieron de afuera
A inyectarte su sangre extranjera
Y hoy son alma y cariño en Ojeda
Que dan lustre y prestigio a esta tierra

### Escudo

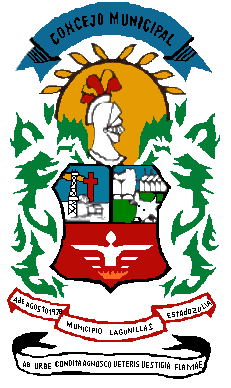
Escudo de Lagunillas

El Escudo de Armas de Lagunillas creado el día 5 de agosto del año 1979 durante el Gobierno Municipal que presidió el Dr. Alirio Figueroa, y reformado de acuerdo a Ordenanza que fue aprobada con fecha 21 de julio de 1992 es el emblema fundamental del Municipio y su uso y efigie se rigen por las normas fijadas en la legislación que se aprobó durante el Gobierno del Alcalde Dr. Mervin Méndez Quevedo.
El proyecto inicial del Escudo de Armas de Lagunillas fue conducido por el entonces Secretario de la Cámara Municipal. Br. Ramón Carrasquero y las reformas aprobadas en 1992, fueron recomendadas por el asistente del Alcalde Br. Luis Zabala y el Cronista de la Ciudad Omar Bracho.
En la parte cimera, está integrado por una divisa con cinta azul plegada en un arco, con la inscripción central de “Concejo Municipal” en letras altas y negras.
En su parte superior un sol llameante, el sol de la libertad, simbolizando la amable dependencia del Municipio a la “Tierra del Sol Amada”.
El jefe delante del semisol, un yelmo de plata con la visera calada, evidencia al descubridor Alonso de Ojeda en honor a quien lleva su nombre la Parroquia capital del Distrito y que significa valor, audacia, magnanimidad y victoria con sangre. Este yelmo mira a la derecha y está adornando con hermosas y abundantes plumas.
El campo externo del sinople, pone de relieve la geografía de la ciudad y su feroz y lujuriante vegetación tropical.
El escudo, en heráldica no tradicional, de ángulos cortados y divididos en tres cuarteles, con su lado superior recto, con escotadura que rompe los ángulos y el yelmo en la parte inferior semi redondeado con puntos salientes en sus extremos y centro con curvas entrantes a derecha e izquierda.
En el primer cuartel una extensión de agua azul simboliza el Lago de Maracaibo y sobre el una choza o palafitos montando sobre estacas que recuerdan la antigua Lagunillas de Agua. Sobre ellos una cruz radiante simbolizando la Fe Cristiana que guía las acciones de los creyentes y sobre la misma extensión una torre o cabria y un balancín, los cuales simbolizan la principal fuente de riqueza de las parroquias que conforman este Municipio.
El segundo cuartel sobre un cielo despejado el cual muestra la pasividad del ambiente, contiene una estructura industrial, uno de los fundamentos que le han dado al País estabilidad Económica.
En la parte baja, sobre el verde campo gramíneo, se ve una cabeza de ganado, otra de las grandes riquezas de la región.
En el cuartel inferior, a todo lo ancho y sobre un fondo rojo una figura estilizada del ave legendaria Fénix que renació de sus propias cenizas, simboliza la enorme fuerza del gentilicio en este Municipio perseverante en el tiempo aun después de las llamas que consumieron el ancestral pueblo de palafitos que originó la existencia de Ciudad Ojeda.
Debajo del Escudo se estampa en cinta plegada a sus extremos en letras negras, altas y bajas, la inscripción “04 de agosto” y “Estado Zulia”, respectivamente a ambos extremos del Escudo, referida la primera a la fecha del digno legado de autonomía a este laborioso Municipio Lagunillas y la segunda al estado a la cual pertenece el Municipio.
Al centro de la divisa, ocupando todo el tercio, la inscripción “Municipio Lagunillas” en letras negras de igual valor a las de la divisa superior y mayor que la de los tercios exteriores, campo y divisa en su contorno fileteado en rojo.
Cierra el símbolo la cinta fileteada en azul, con letras altas de mayor valor que la de las divisas anteriores, con la inscripción “AB URBE CONDITA AGNOSCO VETERIS VESTIGIA FLAMAE”, lo que constituye una sola oración “Desde la fundación de la Ciudad reconozco la huella del fuego que origino mi nacimiento”.

## Transporte

### Puertos y terminales
Ciudad Ojeda cuenta con numerosos muelles privados de las contratistas petroleras los que ocupan toda la fachada del lago de Maracaibo.
El terminal de pasajeros de Ciudad Ojeda ubicado en la carretera N entre Av 42 y 43 fue construido a fines de los 1990's para ubicar las rutas que entran y salen de la ciudad. Las líneas de carros por puesto tienen sus paradas en las plazas Bolívar y Alonso de Ojeda entre ellas se encuentran:
- Barrio Obrero (Logo Morado con letras blancas)
- San José/Campo Mío (Logo Blanco con letras verdes)
- Barrio Falcón, Zona Industrial 43,44,51 (Logo Negro letras amarillas y/o blancas)
- Los Samanes (Logo Naranja letras negras)
- El Danto (Logo amarillo letras negras)
- Córdoba (Logo celeste con letras rojas)
- Ciudad Urdaneta (logo blanco letras rojas)
- Nueva Venezuela (Logo Verde con letra Blancas)
- El Danto - Ojeda - Las Morochas (Negro, naranja y azul con letras blancas)

Lagunillas tiene un terminal de pasajeros en la Av Intercomunal con carretera V, al cual llegan las rutas que conectan con otros municipios y con otros estados.
Y líneas extraurbanas como:
- Ciudad  Ojeda - Maracaibo (Logo Blanco letras verdes)
- Cabimas - Lagunillas (Logo Blanco letras rojas)
- Lagunillas - Cabimas (Logo Amarillo letras rojas)
- Bachaquero - Lagunillas (Azul y amarillo, letras negras)
- Tamare - Lagunillas (logo Verde Letras Blancas)
- Mene Grande - Lagunillas

## Política y gobierno

### Alcaldes
| Período     | Alcalde            | Partido político / Alianza | % de votos | Notas |
| ----------- | ------------------ | -------------------------- | ---------- | --- |
| 1989 - 1992 | Mervin Méndez      | COPEI                      | 37,49      | Primer alcalde bajo elecciones directas |
| 1992 - 1995 | Mervin Méndez      | COPEI                      | 68,45      | Reelecto |
| 1995 - 2000 | Albenis Arrieta    | COPEI                      | -          | Segundo alcalde bajo elecciones directas (Se realizaron elecciones generales adelantadas en el 2000 debido a la aprobación de la Constitución de 1999) |
| 2000 - 2004 | Mervin Méndez      | COPEI                      | 46,33      | Tercer alcalde bajo elecciones directas |
| 2004 - 2008 | Mervin Méndez      | COPEI                      | 65,49      | Reelecto |
| 2008 - 2012 | Eduin Pirela       | COPEI                      | 49,30      | Cuarto alcalde bajo elecciones directas (Falleció en ejercicio del cargo.)                                                                             |
| 2012 - 2013 | Francisco Alvarado | COPEI                      | -          | Alcalde encargado por el fallecimiento de Pirela. |
| 2013 - 2017 | Mervin Méndez      | COPEI/MUD                  | 44,96      | Quinto alcalde bajo elecciones directas |
| 2017 - 2021 | Leonidas González  | PSUV                       | 37,57      | Sexto alcalde bajo elecciones directas |
| 2021 - 2025 | José Mosquera      | UNT/MUD                    | 55,57      | Séptimo alcalde bajo elecciones directas |

### Concejo municipal
| Concejales:     | Partido político / Alianza |
| --------------- | -------------------------- |
| kristal Méndez  | MUD                        |
| Hiulis Rivero   | MUD                        |
| Carlosman Leal  | MUD                        |
| Javier Africano | MUD                        |
| Jhoan Silva     | MUD                        |
| Luis Martínez   | MUD                        |
| Dixon Rivera    | PSUV                       |
| Yolimar Morales | PSUV                       |
| Sekiris Salasar | (Representación indígena)  |